# Sorbisches Museum

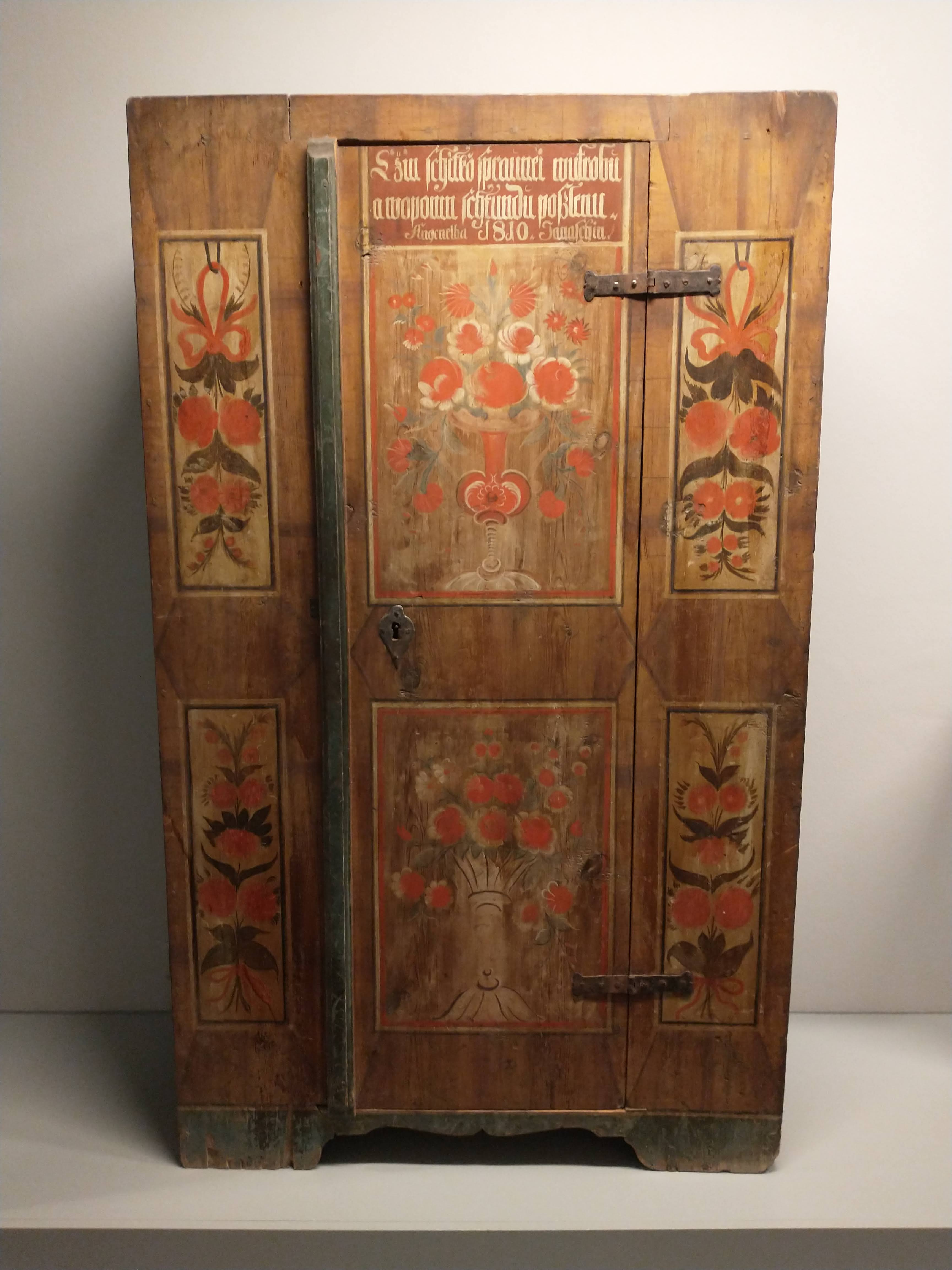
Bemalter Schrank (Bauernmöbel) aus der Sammlung des Sorbischen Museums

Das Sorbische Museum, obersorbisch Serbski muzejⓘ, befindet sich im Salzhaus auf der Ortenburg in Bautzen. Mit circa 23.000 inventarisierten Positionen ist es die bedeutendste museale Einrichtung zur Kultur und Geschichte der Sorben.

## Geschichte
Im Zuge der allgemeinen Nationalisierungstendenzen seit Beginn des 19. Jahrhunderts in Europa war auch die Entstehung einer sorbischen nationalen Bewegung zu verzeichnen. Die in Bautzen gegründete wissenschaftlich-kulturelle Gesellschaft Maćica Serbska betrieb neben der Herausgabe von Büchern auch volkskundliche und historische Forschungen. Bereits 1856 wurde so in einem Programm das Ziel festgeschrieben, irgendwann ein sorbisches Museum zu errichten.
Für die Ausstellung des sächsischen Handwerks und Kunstgewerbes 1896 in Dresden wurden Exponate zusammengetragen und so präsentierten die Sorben bereits dort im sogenannten „Wendischen Dorf“ eine Art Museum. Als 1904 am Lauengraben in Bautzen das Wendische Haus eingeweiht wurde, eröffnete gleichzeitig im 3. Obergeschoss das Wendische (Sorbische) Museum. Die Schließung des Wendischen Hauses 1937 durch die Nationalsozialisten bedeutete auch ein Ende der Sorbischen Ausstellung. 1942 wurde die Sammlung ins Stadtmuseum Bautzen aufgenommen.
In der jungen DDR gründete sich 1957 in Hoyerswerda ein Museum für sorbische Geschichte und Volkskunde. Im Zuge der schrittweisen Rückführung der Exponate des ehemaligen Wendischen Museums wurde das Sorbische Museum zurück nach Bautzen verlegt. 1976 wurde das Salzhaus auf der Ortenburg als neues Domizil festgelegt, da das alte Wendische Haus im Zuge der schweren Kampfhandlungen um Bautzen 1945 zerstört worden war. Bis 1988 gehörte das Sorbische Museum zum Verband der Museen der Stadt Bautzen. Nach einer Neugestaltung der Ausstellung wurde das Museum im Juni 1989 als selbstständiges Museum wiedereröffnet.

## Das Museumsgebäude Salzhaus

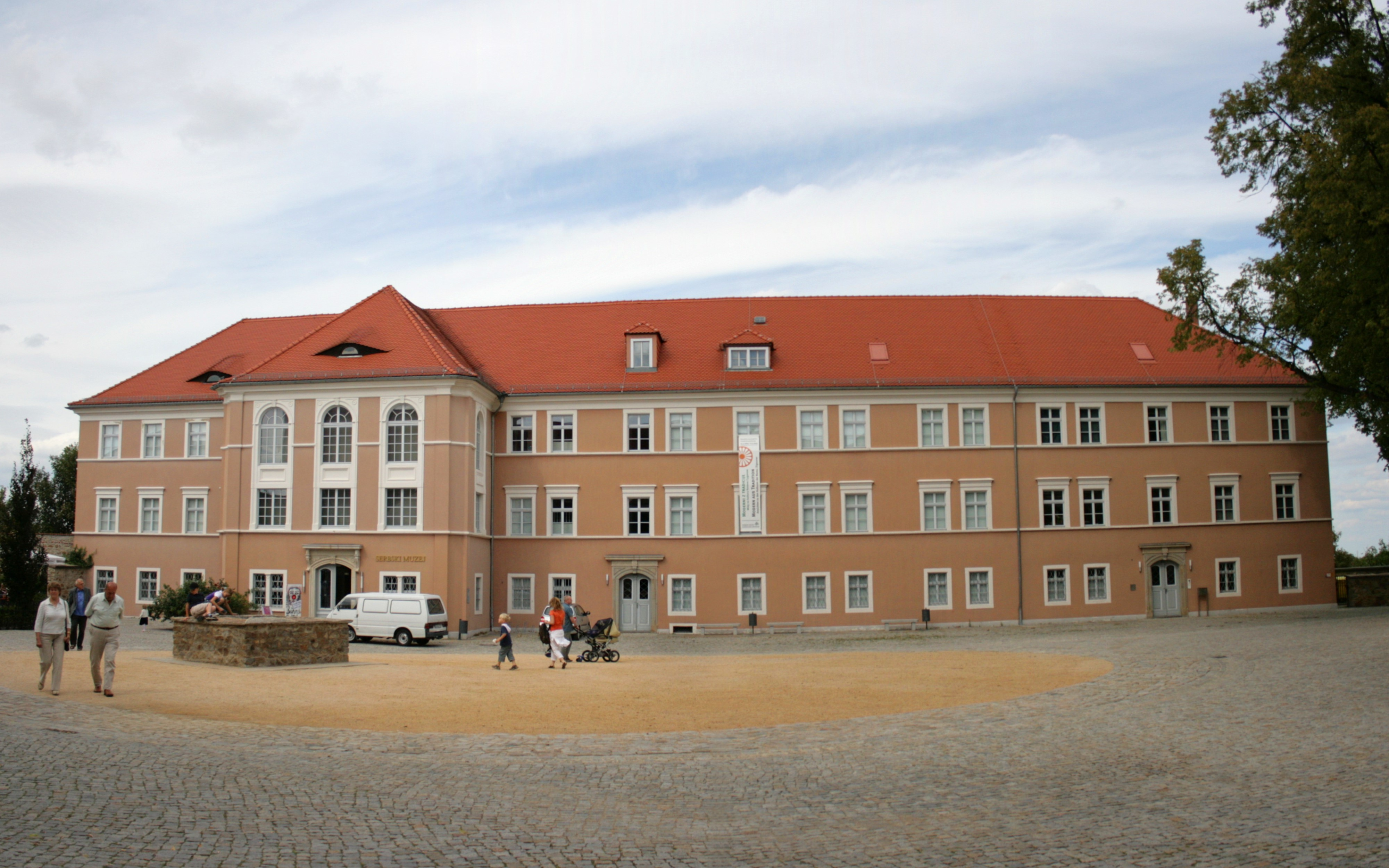
Das ehemalige Salzhaus auf der Ortenburg beherbergt heute das Sorbische Museum

Das heutige Museumsgebäude wurde 1782 als Salzmagazin errichtet und 1869 in seine heutige Form umgebaut. Ab 1835 wirkte hier das Königlich-Sächsische Appellationsgericht als oberste Justizbehörde der Oberlausitz und das Königliche Kreisamt. Aufgrund der Tatsache, dass das erste Haus der Sorben 1945 zerstört wurde, wurde das Gebäude 1976 als würdiger baulicher Rahmen für das Sorbische Museum ausgewählt, obwohl es historisch eigentlich kaum Bezug zu den Sorben hatte und in der Zeit des Nationalsozialismus sogar als Sitz der Gestapo und in DDR-Zeiten zunächst als Wohngebäude diente. 2003 wurde das Gebäude umfassend restauriert.

## Ausstellung
Die Ausstellung gibt einen Überblick über die Geschichte der Sorben und über ihre vielfältige Volkskultur in der Ober- und Niederlausitz. Schwerpunkte bilden unter anderem die sorbische Sprache und Literatur und die sorbische bildende Kunst.
Im Festsaal des Museums finden regelmäßig kulturelle Veranstaltungen statt.